# دوري كرة القدم الأمريكية 1946–47
دوري كرة القدم الأمريكية 1946–47 هو موسم من دوري كرة القدم الأمريكية ‏. فاز فيه Uhrik Truckers ‏.